# Luca Szekerczés
Dans le nom hongrois Szekerczés Luca, le nom de famille précède le prénom, mais cet article utilise l’ordre habituel en français Luca Szekerczés, où le prénom précède le nom.
Luca Szekerczés, née le 18 juin 1994 à Bonyhád, est une handballeuse internationale hongroise évoluant au poste d'arrière droite.

## Palmarès

### Sélection nationale
autres
- 7e place troisième du championnat du monde junior en 2014[2]
- finaliste du championnat d'Europe junior en 2013[3]
- 5e place du championnat du monde jeunes en 2012[4]
- 4e place du championnat d'Europe jeunes en 2011[5]

### Distinctions individuelles
- élue meilleure arrière droite du championnat du monde junior 2014[6]
- élue meilleure arrière droite du championnat d'Europe junior 2013[7]
- élue meilleure jeune joueuse de la Ligue des champions 2015-2016[8]